# 突然! マッチョマン
『突然! マッチョマン』（とつぜん マッチョマン）は、ビック東海より1988年に発売されたファミコン用横スクロール型アクションゲーム。制作はエイコム。北米では『Amagon』（アマゴン）のタイトルで発売された。
本作の物語は、新薬の注文を受けトロッポ島を訪れた主人公である科学者・ジャクソンが、撃墜されて砂浜に不時着し、銃を手に奪われた薬を回収しながら脱出するという内容である。島のモンスターは飛行機から持ち去った新薬の『マッチョマックス・ペレー』を隠し持っており、ジャクソンはそれを服用することで強力なマッチョマンに変身することができる。

## ゲーム内容
進行と敵
全6ゾーン12エリアから成るステージを順に攻略していく。各ゾーンの終わりではボスと対決することになり、後述するマッチョマンに変身しなければほぼ勝ち目がない。通常弾に100発近い耐久力を持つボスもいるため、変身しなくても倒すことは可能だが難易度は非常に高い。
敵を倒すとアイテムを落とし、大半は得点を得られるだけのものであるが、弾丸やマッチョマックス・ペレーなどのアイテムもある。
また、本作のラスボス「エイリアン」は、当時社会をにぎわせていたフラットウッズ・モンスターそっくりとなっている。
通常時
通常の状態では銃を使用して戦う。弾丸を所持している場合は、銃から弾を発射する遠距離攻撃、弾を撃ち尽くすと銃を棍棒のように振り回す近距離攻撃で戦うようになるが、いずれも攻撃力が低く、相手が遠すぎると当たらない。残弾数は画面上部中央に表示され、敵が落とす弾丸を補充することで再び弾が撃てるようになるほか、マッチョマンへの変身要件を満たしていると残弾数右側に『GO!!』の文字が表示される。
通常時は耐久力の概念がなく、敵に触れればその時点で即死する。
マッチョマン
マッチョマックス・ペレーを入手し、最低5000pt以上の得点を持っていると、マッチョマンへ変身できるようになる。変身すると得点を耐久力へと変換し、敵の攻撃にも何度か耐えられるようになる。変身時には残弾数の表示が耐久力のゲージに変わり、5000ptあたり1回分の耐久力となり、変身時の得点により最大14ゲージまで上昇する。受けたダメージを回復する手段はない。
耐久力がなくなるかステージクリア時に変身が解ける。変身が解けた際に耐久力のゲージが残っていれば、その分だけ得点が戻る。マッチョマックス・ペレーの効果は次のステージには持ち越されない。
攻撃手段は銃からパンチへ変わる。通常攻撃の「マッチョアッパー」は銃の8倍の攻撃力を有するが、射程が短く敵がアイテムを落とさなくなる。また、必殺技である「マッチョレスビーム」は敵を貫通する強力な遠距離攻撃で、攻撃力は銃の16倍を持つ上に敵からアイテムも得られる反面、使用時に耐久力を消費する。

## スタッフ
- プロデュース：いのうえあきお
- デザイン：竹森得泰、風間浩
- グラフィック：MACKEY UENO
- 音楽：横山清、安藤童太[2]
- プログラム：おかだひろゆき
- スペシャル・サンクス：おおたひろし

## 評価
- ゲーム誌『ファミコン通信』の「クロスレビュー」では、4・5・6・4の合計19点（満40点）となっており[4]、レビュアーの意見としては、「『冒険島』に似た感じのアクションゲーム」などと評されている[4]。

- ゲーム誌『ファミリーコンピュータMagazine』の読者投票による「ゲーム通信簿」での評価は以下の通りとなっており、16.65点（満30点）となっている[1]。

| 項目 | キャラクタ | 音楽 | 操作性 | 熱中度 | お買得度 | オリジナリティ | 総合  |
| 得点 | 3.11       | 2.77 | 2.82   | 2.62   | 2.56     | 2.77           | 16.65 |

## 関連作品
同一の開発スタッフによって制作された作品。
- 魔境伝説（1988年）
- ザ・ロードオブキング（1989年）